# Alastor quadraticollis
Alastor quadraticollis är en stekelart som beskrevs av Giordani Soika 1941. Alastor quadraticollis ingår i släktet Alastor och familjen Eumenidae. Inga underarter finns listade i Catalogue of Life.